# Carlo Montrasio
Carlo Montrasio (Saronno, 13 aprile 1907 – Saronno, 3 luglio 1980) è stato un calciatore italiano, di ruolo portiere.

## Carriera
Giocò in Serie A con la Pro Patria.

## Palmarès

### Club
- Seconda Divisione: 1

Saronno: 1927-1928